# Protestas en Georgia de 2023-2024
Las protestas en Georgia de 2023-2024 fueron una serie continua de manifestaciones callejeras que se llevaron a cabo en toda Georgia desde marzo de 2023 hasta mediados de 2024, por el respaldo parlamentario de una nueva ley de agentes extranjeros. Se ha informado que la policía utilizó cañones de agua y gases lacrimógenos para dispersar las protestas, especialmente en la capital, Tiflis.

## Antecedentes
Tras el triunfo de la revolución de las Rosas en 2003, Georgia comenzó el proceso de integración en la OTAN. Anteriormente ya se había incluido en la Asociación para la Paz en 1994, y comenzó a trabajar en un Plan de Acción de membresía que esperaba presentar y ser aceptado en 2008, pero la invasión rusa de Georgia en agosto de 2008 retrasó y congeló los planes. Georgia presentó el Plan de Acción en septiembre de 2008 si bien no fue aceptado como país aspirante hasta el 7 de diciembre de 2011. En 2013, el entonces primer ministro, Bidzina Ivanishvili, informó de que el país esperaba tener un Plan de Acción de Membresía (MAP por sus siglas en inglés) con la OTAN para 2014, si bien los conflictos territoriales dificultarían su adhesión completa a la alianza. En junio de 2014, el secretario general de la OTAN, Anders Fogh Rasmussen, declaró que, si bien un MAP era poco probable por la situación especial de los territorios ocupados por fuerzas prorrusas, sí se comenzaría a trabajar en un «fortalecimiento de la cooperación».
Desde la segunda presidencia de Mijeíl Saakashvili (2008-2013), Georgia había expresado su intención por convertirse en un Estado miembro de la Unión Europea aunque no cumplía los requisitos mínimos que la UE exige para considerar a un país como candidato oficial, le confirió un estatus de candidato potencial al tiempo que Georgia se comprometía a comenzar una serie de reformas de calado en el país para cumplir los estándares de la organización supranacional. A finales de enero de 2021 el país caucásico anunció que ya había comenzado el proceso para presentar su candidatura formal para la adhesión a la Unión Europea y que esperaba poder presentarla en 2024.
La invasión rusa de Ucrania el 24 de febrero de 2022 provocó una serie de reacciones internacionales de gran calado que en el caso de Georgia se tradujo en la firma prematura de su candidatura oficial para adherirse a la Unión Europea el 3 de marzo de 2022 al mismo tiempo que solicitaron una mayor integración con la estructura OTAN a imitación de Finlandia y Suecia, las cuales aumentaron su cooperación inmediatamente tras la invasión y solicitaron su ingreso en la alianza en mayo de 2022.
Estados Unidos y la Unión Europea declararon que sería difícil para Georgia unirse a la OTAN o a la Unión Europea si se aprueba esta ley. Las organizaciones internacionales expresaron su preocupación por el proyecto de ley, diciendo que va en contra del desarrollo democrático de Georgia.

## Desarrollo
El lunes 6 de marzo, Anna Natsvlishvili, diputada de Lelo por Georgia (en español, Lelo significa «Intentar» o «Inténtalo») animó a los ciudadanos georgianos a manifestarse en contra del proyecto de ley que la coalición de gobierno pretendía aprobar al día siguiente. Esa misma tarde, alrededor de un millar de manifestantes se dieron cita cerca del edificio del Parlamento.
En la mañana del martes 7 de marzo de 2023, 89 de los 150 diputados del Parlamento de Georgia que se encontraban reunidos en el hemiciclo, votaron el «proyecto de ley sobre agentes extranjeros» (en georgiano: კანონი უცხოელი აგენტების შესახებ) presentado por el partido gobernante Sueño Georgiano como exigencia de su partido coaligado, su escisión Poder Popular. El proyecto fue aprobado por 76 votos a favor (diputados presentes de Sueño Georgiano y Poder para el Pueblo) y 13 en contra (diputados presentes de las coaliciones «Fuerza en la Unidad» y «Grupo de Reformas» junto al partido Socialistas Europeos).
En la sala del hemiciclo, la aprobación del proyecto desembocó en una pequeña reyerta entre diputados del partido gobernante y otros de la oposición.
Hacia el final de la tarde del mismo día, miles de manifestantes se congregaron en el centro de Tiflis, capital de Georgia, frente al edificio del Parlamento nacional para protestar por la propuesta de la llamada «Ley de agentes extranjeros», una ley hecha a imitación de la Ley rusa de agentes extranjeros, que a su vez fue inspirada por la Ley estadounidense de registro de agentes extranjeros. Los oficiales de policía usaron gases lacrimógenos y cañones de agua contra los manifestantes que se oponían a una propuesta de ley que algunos consideran que impide la libertad de prensa. Los manifestantes intentaron irrumpir en el edificio del Parlamento.
Medios internacionales se hicieron eco de las protestas, en las que se pudieron ver numerosas banderas de la Unión Europea e incluso ucranianas como muestra del apoyo a la europeización del país y en apoyo de Ucrania, que se encuentra bajo invasión por parte de Rusia. También la misma noche se publicó un vídeo de la presidenta del país, Salomé Zurabishvili, en la cual se posicionaba en contra de la ley diciendo: en caso de ser aprobada, vetaré la ley, la cual calificó de inadmisible y de una amenaza para la adhesión de Georgia a la UE.
El 8 de marzo continuaron las protestas que fueron cifradas por algunos medios con asistencia de «cientos de miles de manifestantes».
A primera hora de la mañana del 9 de marzo, la coalición de gobierno anunció que se retiraba la propuesta de ley sobre agentes extranjeros.

## Reacciones

### Nacionales
- Georgia:
  -  La presidenta Salomé Zurabishvili respaldó a los manifestantes y dijo: el camino hacia la integración europea debe ser respetado.
  -  El primer ministro Irakli Garibashvili reafirmó su apoyo a la ley, diciendo que las disposiciones propuestas sobre agentes extranjeros cumplen con los «estándares europeos y globales».

### Internacionales
- Unión Europea: El alto representante de exteriores, Josep Borrell, dijo que el proyecto de ley de Georgia es «algo muy malo» para Georgia y su gente. Dijo que la redacción de la ley representa una amenaza para la sociedad civil y las organizaciones mediáticas. Considera que esta ley no se ajusta a los valores y normas de la UE. Contradice el objetivo del Estado de unirse a la Unión Europea, que cuenta con el apoyo de la mayoría de los ciudadanos georgianos.
- Rusia: La portavoz del Ministerio de Asuntos Exteriores, María Zajárova, criticó la posición de la UE sobre la situación en Georgia, acusando a Josep Borrell de «cruzar las fronteras de la decencia» y «presionar a los ciudadanos georgianos».
- Estados Unidos:
  - / La embajada estadounidense local emitió una declaración el 7 de marzo en la que se decía que las leyes inspiradas en el Kremlin son incompatibles con el aparente deseo de integración europea del pueblo de Georgia y su desarrollo democrático. La declaración también señaló que estas leyes dañan las relaciones de Georgia con sus socios estratégicos.
  -  El portavoz del Departamento de Estado, Ned Price, apoyó las protestas, diciendo que «Estados Unidos tiene las herramientas para detener a aquellos que se oponen a la voluntad del pueblo georgiano», insinuando posibles sanciones contra funcionarios georgianos.